# Castillo de Villaviciosa
El Castillo de Villaviciosa es una fortaleza localizada en la villa del municipio de Solosancho de Villaviciosa, en la provincia de Ávila, Castilla y León, España. Se encuentra en la misma sierra que el Castillo de Manqueospese. Se construyó en dos etapas diferentes. En el siglo XV, Nuño González del Águila y Guzmán lo mandó construir con el fin de vigilar el paso desde el Valle de Amblés a la Sierra de la Paramera. Presenta un recinto rectangular con troneras de ojo de cerradura invertido, escoltado por un torreón, y una esbelta torre cilíndrica de 14 metros de altura en la esquina sureste.
En el segundo periodo de construcción,  en le siglo XVI, se llevó a cabo la ejecución de la Torre de las Damas, la cual es un saliente con forma de ábside con pequeñas garitas. Esta torre cuenta con dos puestos de vigilancia, una ventana plateresca con decoración de arco de medio punto con venera en el tímpano sobre columnas,  con reja de hierro, y flanqueada por sendos escudos  de Nuño González del Águila y Guzmán y de su esposa Teresa Velasco y Guevara. Sobre el conjunto, otro escudo, esta vez del apellido Dávila.
En la actualidad, el Castillo de Villaviciosa es un hotel.